# California State Route 41
De California State Route 41, afgekort CA 41 of SR 41, is een state highway van de Amerikaanse deelstaat Californië. De autoweg verbindt State Route 1 in Morro Bay met Fresno en het Yosemite National Park. Van aan de kust tot in de San Joaquin Valley loopt de weg in noordoostelijke richting; in Kings County maakt SR 41 een knik naar het noorden. Tussen Lemoore en Fresno is SR 41 een expresweg.

## Externe link

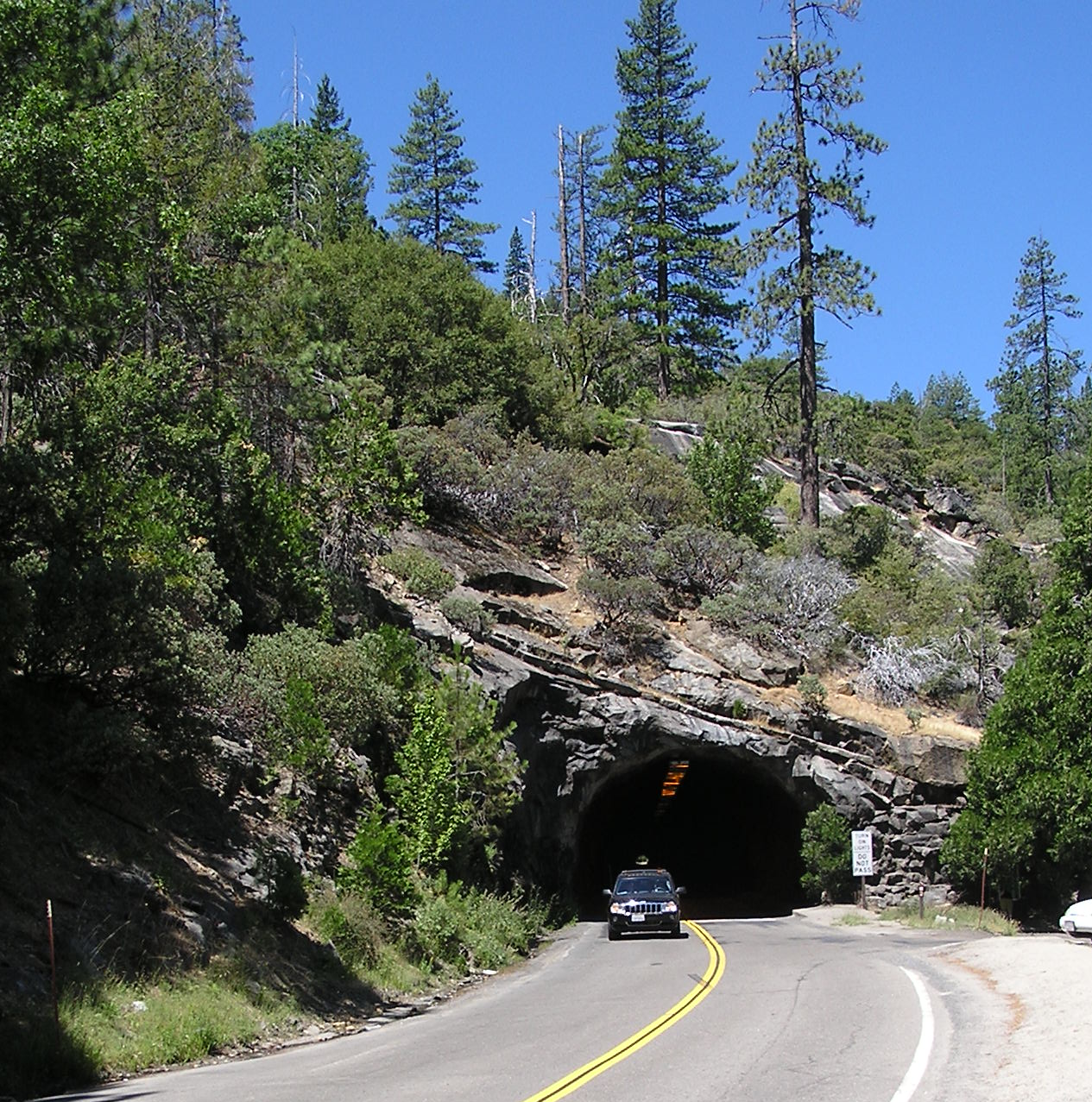
California State Route 41 bij de Wawona tunnel